# Estragol
L'estragol (p-allylanisole, méthylchavicol) est un composé organique aromatique de la famille des phénylpropènes, un sous-groupe des phénylpropanoïdes de formule C10H12O. C'est un isomère de l'anéthol. Il doit son nom à l'estragon, étant le principal constituant de son huile essentielle.

## Occurrence naturelle
L'estragol est un composé présent dans de nombreuses huiles essentielles et notamment l'huile essentielle d'estragon dont il constitue 60 à 75 %. On le retrouve aussi dans l'huile essentielle de basilic (23–88 %), l'huile essentielle de pin, la térébenthine, les huiles essentielles de fenouil, d'anis (2 %), d'anis étoilé, de Bay Saint Thomas (Pimenta racemosa), de piment de la Jamaïque, de noix de muscade, de citronnelle et de Syzygium anisatum. On le trouve également dans les feuilles de thé.

## Propriétés
L'estragol est constitué d'un noyau benzénique substitué par un groupe méthoxy et un groupe allyle, en position para. Il se présente sous la forme d'un liquide visqueux incolore à jaunâtre à l'odeur caractéristique d'anis.

## Utilisations
L'estragol est utilisé en parfumerie, comme arôme alimentaire et dans certaines liqueurs. Il est considéré par l'union européenne comme « substance ne pouvant être ajoutée en tant que telle aux denrées alimentaires » d'après le règlement 1334/2008 mais peut être ajouté aux denrées alimentaires en tant que « substance naturellement présente dans un arôme ou ingrédients alimentaire possédant
des propriétés aromatisantes », dans une limite de 10 à 50 mg·kg-1 selon l'aliment.

## Risques
Selon un rapport de 2005 d'un comité sur les composés d'herbes médicinales pour l'agence européenne des médicaments l'estragol est suspecté d'être cancérigène et génotoxique. Plusieurs études ont clairement établi que les profils du métabolisme, de l'activation métabolique et de la liaison covalente sont dépendants de la dose ingérée et que leur importance relative diminue de façon marquée à des faibles niveaux d'exposition (évolution non linéaire en fonction de la dose). En particulier, les études chez les rongeurs ont montré que les effets ont une probabilité minimale pour des doses allant de 1 à 10 mg·kg-1 de masse corporelle, soit à 100 à 1000 fois la dose d'exposition anticipée pour l'homme. Pour ces raisons, il a été conclu que l'exposition à l'estragol par consommation de produits contenant des herbes médicinales (posologie recommandant une courte période d'utilisation) ne présentait pas de risque significatif de cancer. Cependant l'exposition à l'estragol pour des populations sensibles (jeunes enfants, femmes enceintes ou allaitant) devrait être réduite au maximum.[citation nécessaire]